# Deutsche Shakespeare-Gesellschaft

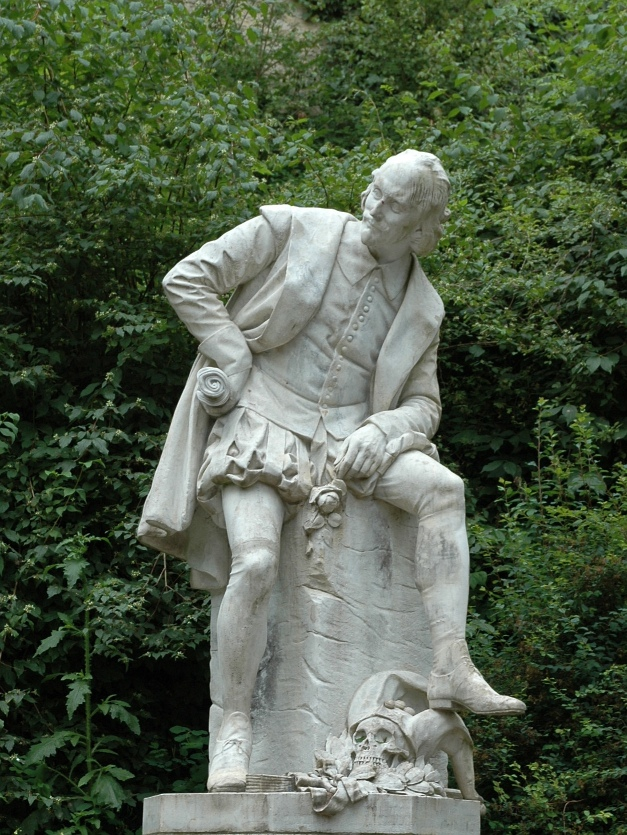
Shakespeare-Denkmal in Weimar (Foto: 2004)

Die Deutsche Shakespeare-Gesellschaft wurde anlässlich des 300. Geburtstages von William Shakespeare am 23. April 1864 als erste wissenschaftlich-kulturelle Vereinigung dieser Art von Wilhelm Oechelhäuser und Franz Freiherr von Dingelstedt in Weimar gegründet. Sie ist eine der ältesten noch arbeitenden literarischen Gesellschaften der Welt. (Noch älter ist die Berliner Gesellschaft für das Studium der neueren Sprachen, die Herrigsche Gesellschaft; diese wurde 1857 gegründet und ist bis heute in Berlin aktiv.)

## Zielsetzung und Geschichte
Das Ziel der Shakespeare-Gesellschaft, dem sie sich auch heute noch verpflichtet weiß, war die „Pflege und Förderung Shakespeares im deutschen Sprachgebiet“. Diesem Ziel galten seither die verschiedensten Aktivitäten der Gesellschaft: die Herausgabe eines Jahrbuches, die Förderung von Übersetzungen und Volksausgaben, die Einrichtung einer Shakespeare-Bibliothek sowie vor allem die jährliche Durchführung von Shakespeare-Tagen mit einem vielfältigen Programm von Vorträgen, Theateraufführungen, wissenschaftlichen Kolloquien und Diskussionsveranstaltungen.
Die zunächst sehr patriotisch und dem Zeitgeist entsprechend deutschnational orientierte DSG verstand sich lange Zeit als Instanz zur Beurteilung der verschiedenen Shakespeare-Übersetzungen, was in der Ächtung der in der Weimarer Republik sehr populären, bühnentauglichen Versionen von Hans Ludwig Rothe gipfelte. Ab 1949 war Wolfgang Clemen Vizepräsident der Gesellschaft.
Im Gefolge der Teilung Deutschlands spaltete sich im Jahre 1963 die Gesellschaft. Dreißig Jahre lang gab es eine Deutsche Shakespeare-Gesellschaft mit Sitz in Weimar und eine Deutsche Shakespeare-Gesellschaft West mit Sitz in Bochum. Beide Gesellschaften setzten die Herausgabe des Jahrbuches und die Durchführung von jährlichen Shakespeare-Tagen für ihren Bereich fort und entwickelten ihr eigenes Profil.
Anlässlich der Shakespeare-Tage 1993 in Weimar wurden die von fast allen Mitgliedern beider Gesellschaften seit langem gewünschte Wiedervereinigung vollzogen und ein gemeinsamer Vorstand gewählt. Die Gesellschaft zählt nun etwa 2000 Mitglieder, darunter Wissenschaftler, Theaterleute, Lehrer, Studierende und Shakespeare-Interessierte aus allen Schichten der Bevölkerung.

### Ehrenpräsident
Ehrenpräsident der Deutschen Shakespeare-Gesellschaft ist seit 2014 der britische Schauspieler und Regisseur Kenneth Branagh.

## Shakespeare-Denkmal in Weimar

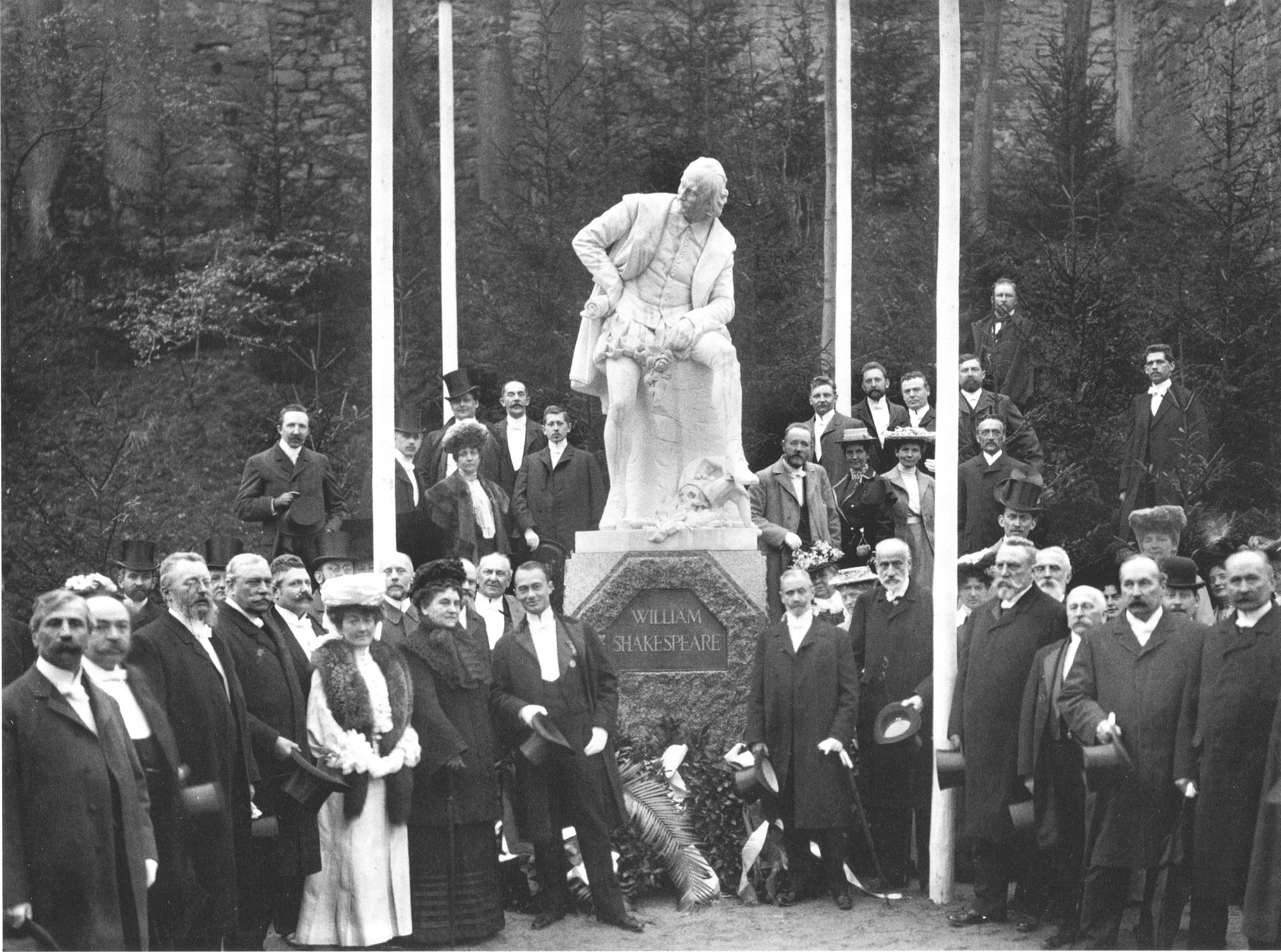
Einweihung des Shakespeare-Denkmals im Park an der Ilm in Weimar am 23. April 1904

Am 40. Gründungstag der Gesellschaft wurde am 23. April 1904 das von Bildhauer Otto Lessing geschaffene erste Shakespeare-Denkmal auf dem europäischen Festland in Weimar im Park an der Ilm aufgestellt und eingeweiht. Es wurde aus Carrara-Marmor gefertigt. Das Denkmal steht vor einer künstlich geschaffenen Ruinenkulisse, die als Sinnbild für das Vergängliche stehen soll. Lessing hat Shakespeare auf diesem Denkmal mit zwei verschiedenen Gesichtern dargestellt. Beim Blick von rechts wirkt das Gesicht ernst und nachdenklich, während die Gesichtszüge beim Blick von der linken Seite verschmitzt lächelnd wirken.
Als weiteres Zeichen für diese beiden Charaktere hat Lessing zu Füßen Shakespeares einen Totenkopf mit Narrenkappe abgebildet. Es gibt von dem von Otto Lessing 1904 geschaffenen Shakespeare-Denkmal eine Statuette in Bronze, die Hermann Noack nach dem von Lessing entworfenen Vorbild schuf.

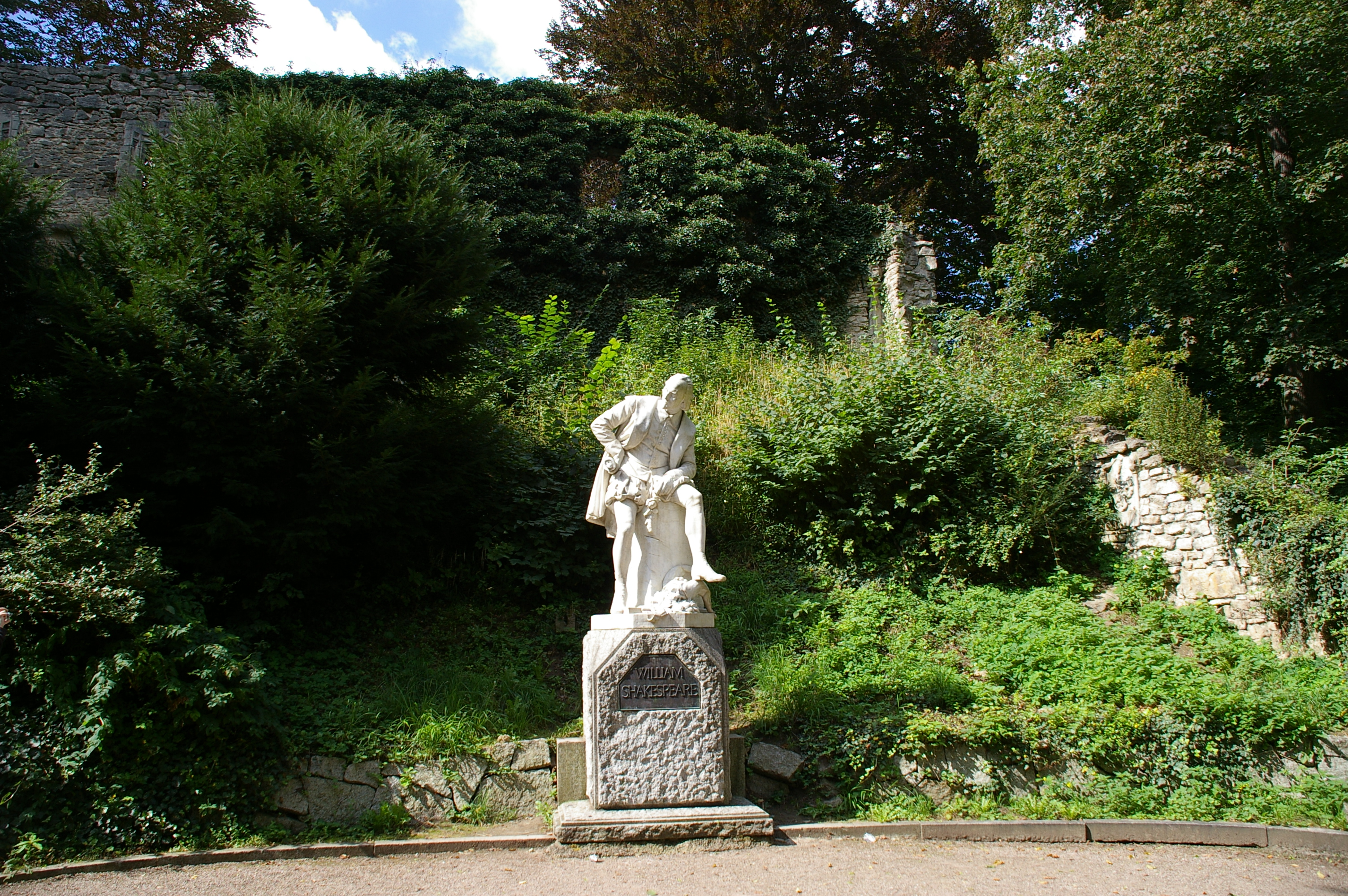
Gesamtensemble mit Mauerruine
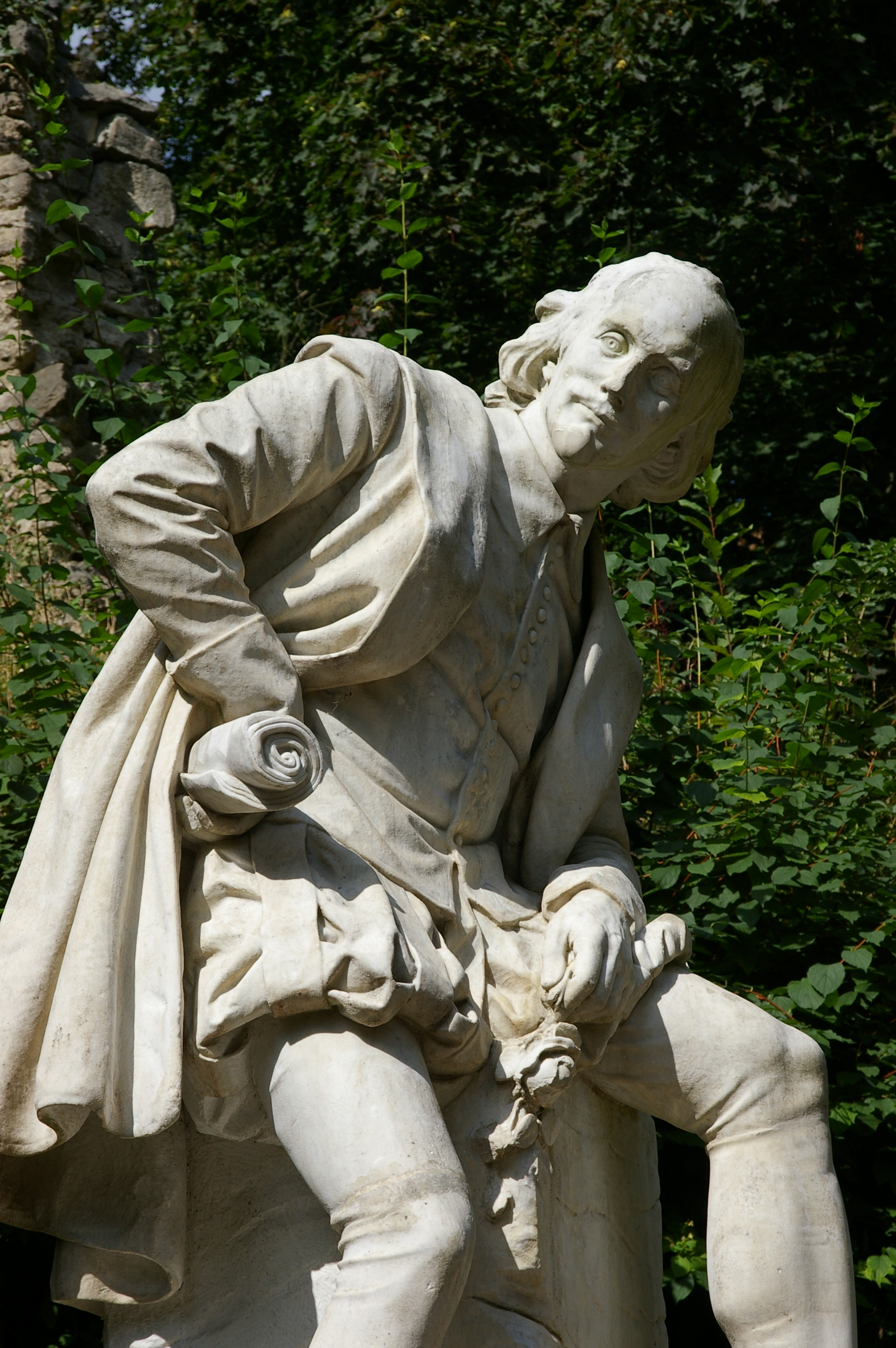
Shakespeare mit heiterem …
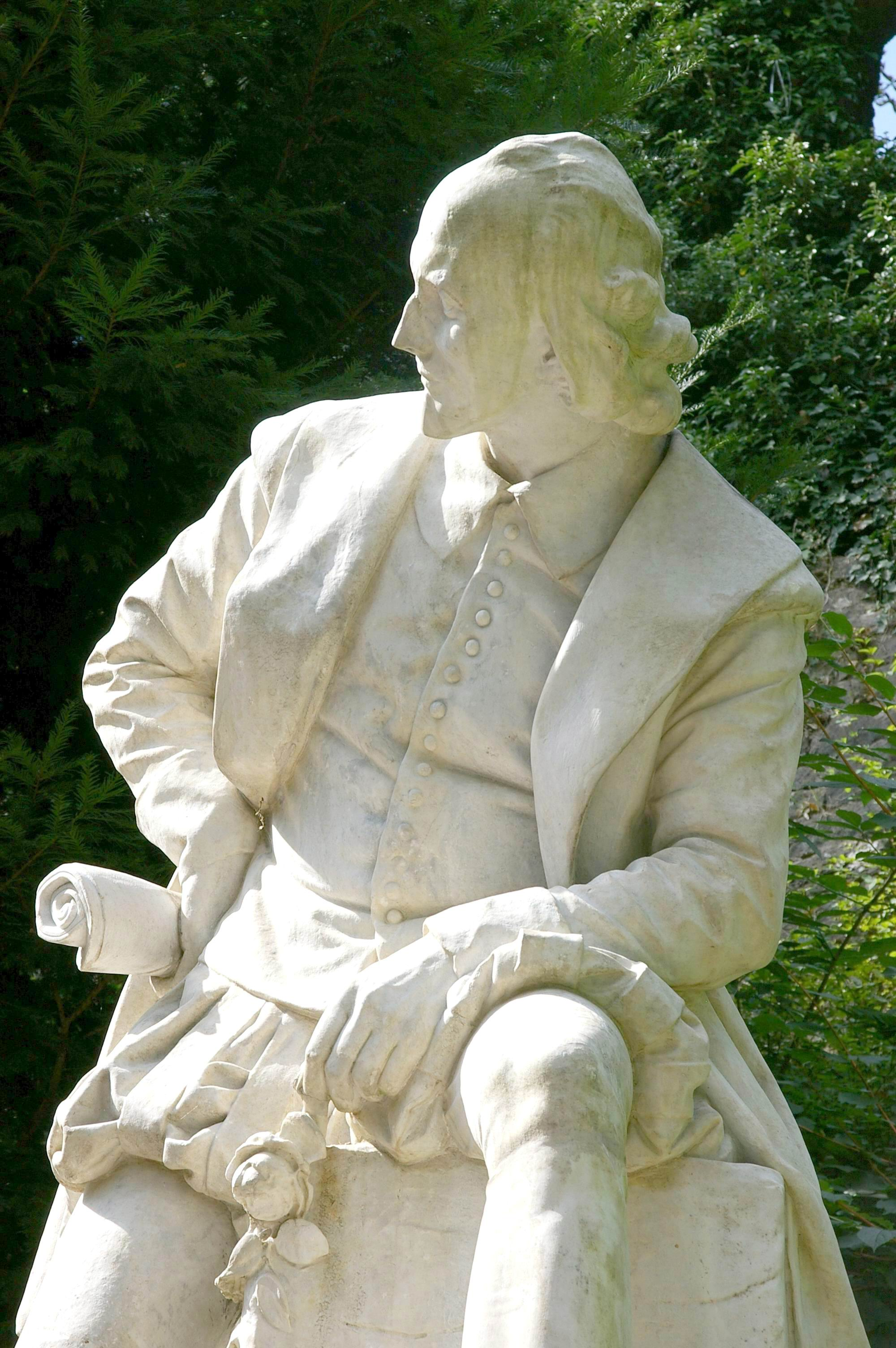
… und mit ernstem Gesichtsausdruck
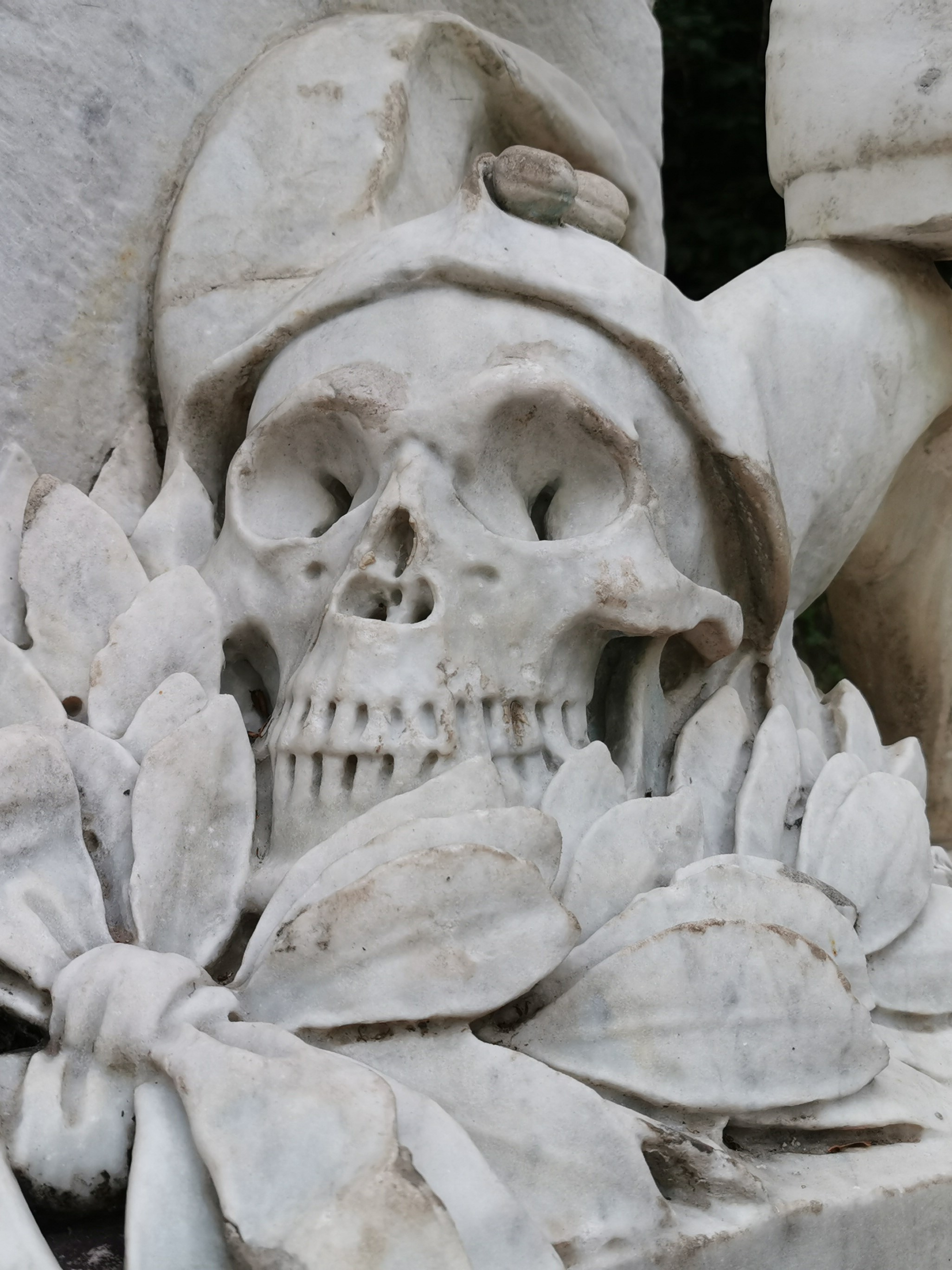
Totenschädel mit Narrenkappe